# Ramen tonkotsu
 (mai 2025).
La mise en forme du texte ne suit pas les recommandations de Wikipédia : il faut le « wikifier ».
Les points d'amélioration suivants sont les cas les plus fréquents. Le détail des points à revoir est peut-être précisé sur la page de discussion.
- Les titres sont pré-formatés par le logiciel. Ils ne sont ni en capitales, ni en gras.
- Le texte ne doit pas être écrit en capitales (les noms de famille non plus), ni en gras, ni en italique, ni en « petit »…
- Le gras n'est utilisé que pour surligner le titre de l'article dans l'introduction, une seule fois.
- L'italique est rarement utilisé : mots en langue étrangère, titres d'œuvres, noms de bateaux, etc.
- Les citations ne sont pas en italique mais en corps de texte normal. Elles sont entourées par des guillemets français : « et ».
- Les listes à puces sont à éviter, des paragraphes rédigés étant largement préférés. Les tableaux sont à réserver à la présentation de données structurées (résultats, etc.).
- Les appels de note de bas de page (petits chiffres en exposant, introduits par l'outil «  Source ») sont à placer entre la fin de phrase et le point final[comme ça].
- Les liens internes (vers d'autres articles de Wikipédia) sont à choisir avec parcimonie. Créez des liens vers des articles approfondissant le sujet. Les termes génériques sans rapport avec le sujet sont à éviter, ainsi que les répétitions de liens vers un même terme.
- Les liens externes sont à placer uniquement dans une section « Liens externes », à la fin de l'article. Ces liens sont à choisir avec parcimonie suivant les règles définies. Si un lien sert de source à l'article, son insertion dans le texte est à faire par les notes de bas de page.
- La présentation des références doit suivre les conventions bibliographiques. Il est recommandé d'utiliser les modèles {{Ouvrage}}, {{Chapitre}}, {{Article}}, {{Lien web}} et/ou {{Bibliographie}}. Le mode d'édition visuel peut mettre en forme automatiquement les références.
- Insérer une infobox (cadre d'informations à droite) n'est pas obligatoire pour parachever la mise en page.

Pour une aide détaillée, merci de consulter Aide:Wikification.
Si vous pensez que ces points ont été résolus, vous pouvez retirer ce bandeau et améliorer la mise en forme d'un autre article.
 (mai 2025).
Tonkotsu ramen (豚骨ラーメン) est une sorte de ramen originaire de la ville de Kurume,,, préfecture de Fukuoka au Japon. c'est une des spécialités de l'île de Kyushu.
Le bouillon pour le ramen tonkotsu est basé sur les os de porc, qui est ce que signifie le mot tonkotsu (豚骨/とんこつ),,. Il est préparé en faisant bouillir les os dans l'eau pendant 18 heures au maximum, moment où la soupe devient trouble en apparence,,. Les ingrédients supplémentaires du bouillon peuvent inclure la cébette, l'ail, les oignons, le gingembre, la graisse du dos de porc, les morceaux de pied de cochon, l'huile et les carcasses de poulet. Le plat est habituellement garni de chāshū (ventre de porc coupé), et les ingrédients supplémentaires peuvent inclure kombu, kikurage, shōyu, pâte de haricot et graines de sésame,.
La méthode de préparation des ramen tonkotsu consiste à ce que les nouilles soient dures au centre. Certains restaurants permettent aux clients de sélectionner le niveau de fermeté, notamment futsū pour régulier ou standard, harigane pour très dur, barikata pour al dente et yawamen pour mou. Certains restaurants proposent également une deuxième portion de nouilles si le client le demande, dans un système appelé kaedama.

## Histoire

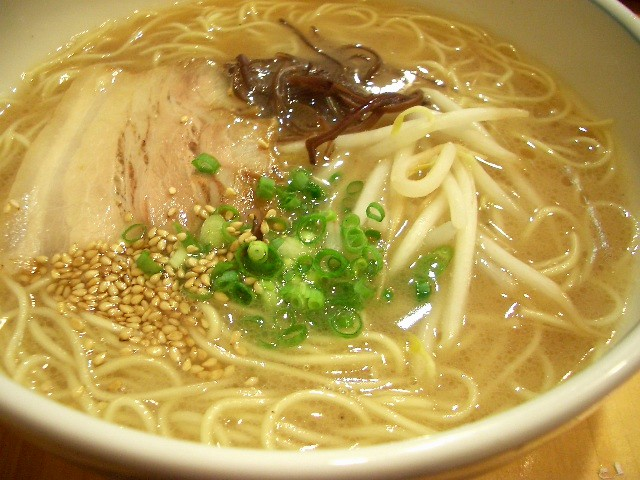
Gros plan sur les ramen tonkotsu

Le ramen Tonkotsu a été inventé en 1937 par Tokio Miyamoto, un vendeur de nourriture yatai, à Kurume, dans la préfecture de Fukuoka, dans le nord de Kyushu. Le plat a été encore affiné jusqu'à son aspect laiteux par Katsumi Sugino lorsqu'il a accidentellement trop cuit le bouillon. À Fukuoka, le plat est souvent appelé Hakata ramen (博多ラーメン). 

## Fermeté des nouilles
Certains restaurants de ramen à Fukuoka offrent à leurs clients un choix de niveaux de fermeté des nouilles, ce qui est devenu une caractéristique reconnaissable de la culture du ramen tonkotsu,.
Les niveaux de fermeté courants comprennent les suivants :
- bari-yawa (バリ柔?) – très trendre ;
- yawa (柔?) – tendre ;
- futsū (普通?) – normal (fermeté standard) ;
- katame (硬め?) – ferme ;
- bari-kata (バリ硬?) – très ferme ;
- harigane (針金?) - "en forme de fil", extrêmement ferme ;
- kona-otoshi (粉落とし?) – littéralement « saupoudrage de farine », nouilles à peine bouillies ;
- yuge-tōshi (湯気通し?) - "passe-vapeur", nouilles exposées uniquement à la vapeur.